# Morski lavovi
Morski lavovi su potporodica životinja iz reda zvijeri. 
Morski lav je životinja izduženog vretenastog tijela koja na glavi ima uočljive mesnate, poput prsta kratke uške. Izdužena njuška nosi duge dlake kao brkove. Prednji su mu udovi pretvoreni u peraje, pet je prstiju spojeno plivaćom opnom i nosi kraće pandže. Zadnje noge imaju dulji prvi i peti prst, a treći prst ima jaku pandžu. Stražnje peraje može saviti prema naprijed pa se pomoću njih kreće po suhom. Tijelo mu je pokriveno tamnom, kratkom, masnom i vrlo gustom dlakom. 
Veći mužjak naraste do tri metra u duljinu i teži oko 250 kilograma. Živi na morskim obalama u većim čoporima, vrlo okretno pliva i roni. Veoma su plastičnog ponašanja, mogu se lako pripitomiti i naučiti različitim vještinama. Živi uz južne obale Sjeverne Amerike. Ženka koti do dva mladunca. Nije ugrožena životinja.